# Цвалу Калахарі
Заповідник Цвалу Калахарі (англ. Tswalu Kalahari Reserve) — приватний заповідник дичини в окрузі Джон Таоло Ґаетсеве Північно-Капської провінції Південно-Африканської Республіки, за 600 км від столиці Преторії. Це найбільший приватний заповідник Південної Африки на площі понад 111 000 гектарів.

## Історія

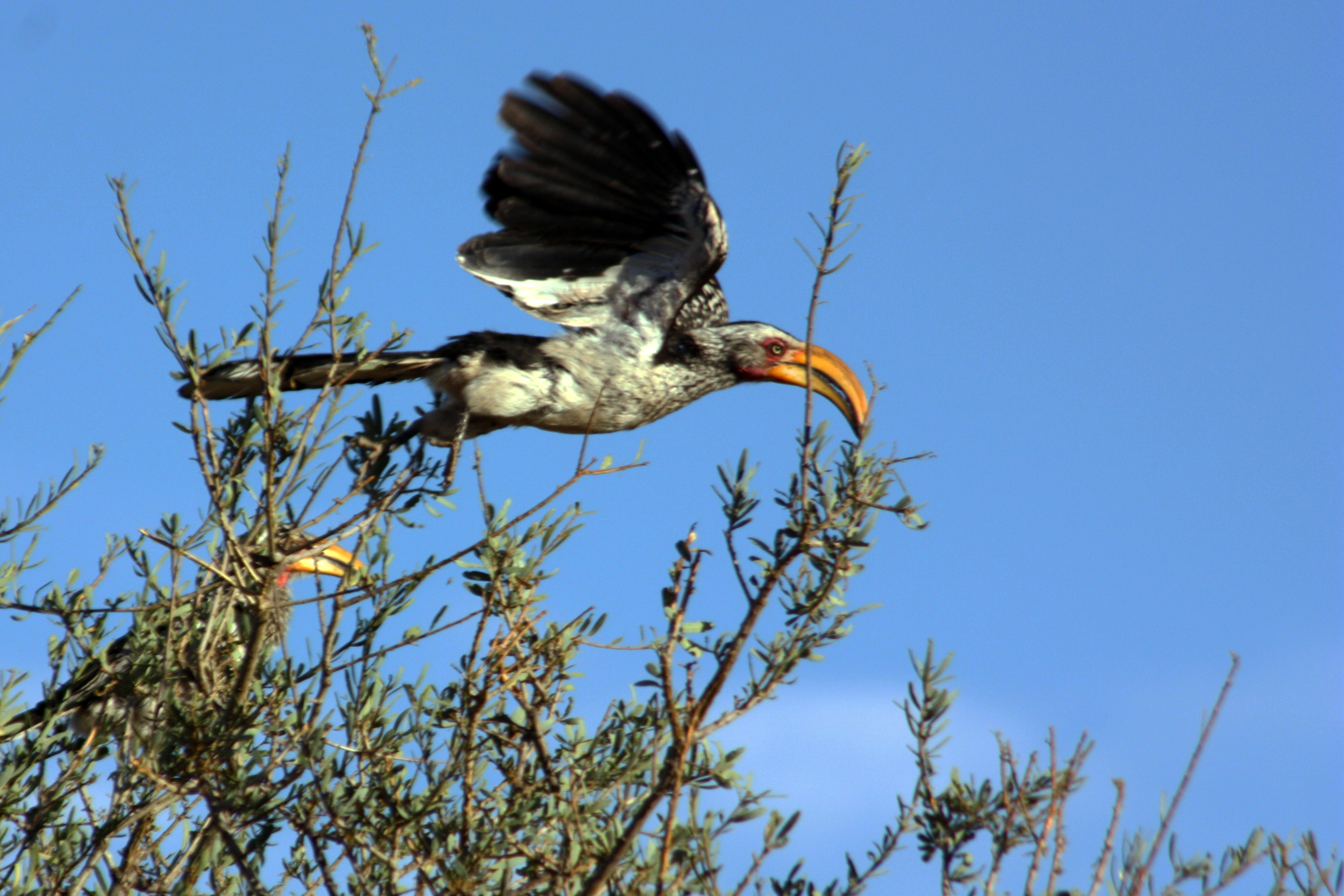
Токо намібійський під час польоту.

Заповідник Цвалу в Південному Калахарі був створений Стівеном Болером. Він придбав десятки ферм, щоб створити заповідник, вводячи африканську дику природу у її природне середовище існування. В заповіднику проживають леви, рідкісні види антилоп, жирафи, буйволи, бородавочники, зебри. У заповіднику проживає найбільша у світі популяція чорних носорогів. Щоб контролювати чисельність тварин та мати дохід для підтримки заповідника, тут існувала суперечлива сторона — спортивне полювання під назвою Такуні (англ. Takuni). Після передчасної смерті Стівена Болера в 1998 році, вирушаючи до Цвалу, він зазначив у своєму заповіті, що південноафриканський бізнесмен-мільярдер Ф. Оппенгеймер повинен отримати право першого вибору на успадкування заповідника Цвалу, і сім'я Оппенгеймерів зараз є власником і управляє заповідником.
Полювання було зупинено Оппенгеймерами, а деякі рукотворні споруди, господарські будівлі та огорожі були демонтовані. Була додана нова земля для розширення та захисту середовищ існування та територій. Зараз Цвалу вміщує найбільшу популяцію чорного носорога поряд з іншими видами, що перебувають під загрозою зникнення, такими як ящери: панголін та псові: гієновий собака.

## Цвалу Калахарі (будиночок)
Цвалу Калахарі — розкішний приватний будиночок (англ. Lodge; лодж) у заповіднику, член «Національних географічних унікальних лодж світу». «Motse Lodge» має дев'ять номерів, а приватний «Tarkuni» — п'ять.

## Велика п'ятірка
Заповідник може похвалитися чотирма видами тварин з «великої п'ятірки», за винятком слона:
- буфало (буйвіл африканський, або «африканський буфало»);
- носоріг (чорний носоріг);
- лев (лев пустельний);
- пантера плямиста, або леопард.

## Збереження
Заповідник Цвалу Калахарі є частиною «Алмазного шляху». Робота з охорони природи Ніколаса та Стріллі Оппенгеймерів була відзначена нагородою «Всесвітнього фонду природи» (Лондон) від імені «Всесвітнього фонду дикої природи» у 2007 році.

## Галерея
| Антилопа Куду | Самки жирафи північної | Гієнові собаки | Чорний носоріг |